# Jakob-Kaiser-Platz
Der Jakob-Kaiser-Platz ist ein Verkehrsknotenpunkt im Berliner Ortsteil Charlottenburg-Nord.

## Namensgebung
Namensgeber für den Platz war Jakob Kaiser, ein Politiker der Zentrumspartei, später der CDU, der unter anderem das Amt des Ministers für gesamtdeutsche Fragen innehatte. Die Benennung steht jedoch im Zusammenhang mit der angrenzenden und zu dieser Zeit gerade fertiggestellten Siedlung Charlottenburg-Nord, in der die Straßen Namen von Widerstandskämpfern aus dem bürgerlichen, sozialdemokratischen und adligen Umfeld tragen und zu denen auch Jakob Kaiser gehörte. Dies hängt mit der nahen Hinrichtungsstätte Plötzensee zusammen, in der eine Reihe von ihnen ermordet wurden. Den Namen erhielt der Platz fünf Tage nach Kaisers Tod am 12. Mai 1961. An seinem heutigen Ort war er mit der Neugestaltung des Gebietes nach dem Zweiten Weltkrieg angelegt worden und hatte 1953 den Namen Siemensplatz erhalten, nach der benachbarten Siemensstadt. Zuvor war schon 1918 in der Nähe ein Siemensplatz ausgewiesen worden, etwas dichter an den kurz zuvor dorthin verlegten Siemenswerken; allerdings wurde die dort geplante Wohnsiedlung in dieser Form nicht gebaut.

## Lage und Verkehrsanbindung
Der Jakob-Kaiser-Platz liegt im Norden des Bezirks Charlottenburg-Wilmersdorf unweit der Spree. Es handelt sich dabei um einen großen, mit Ampeln ausgestatteten Kreisverkehr. Nach Süden führt der Tegeler Weg in Richtung Schloss Charlottenburg, nach Osten der Goerdelerdamm, nach Westen der Siemensdamm in Richtung Siemensstadt und weiter nach Spandau. Im Norden schließt sich der Kurt-Schumacher-Damm in Richtung Reinickendorf an.

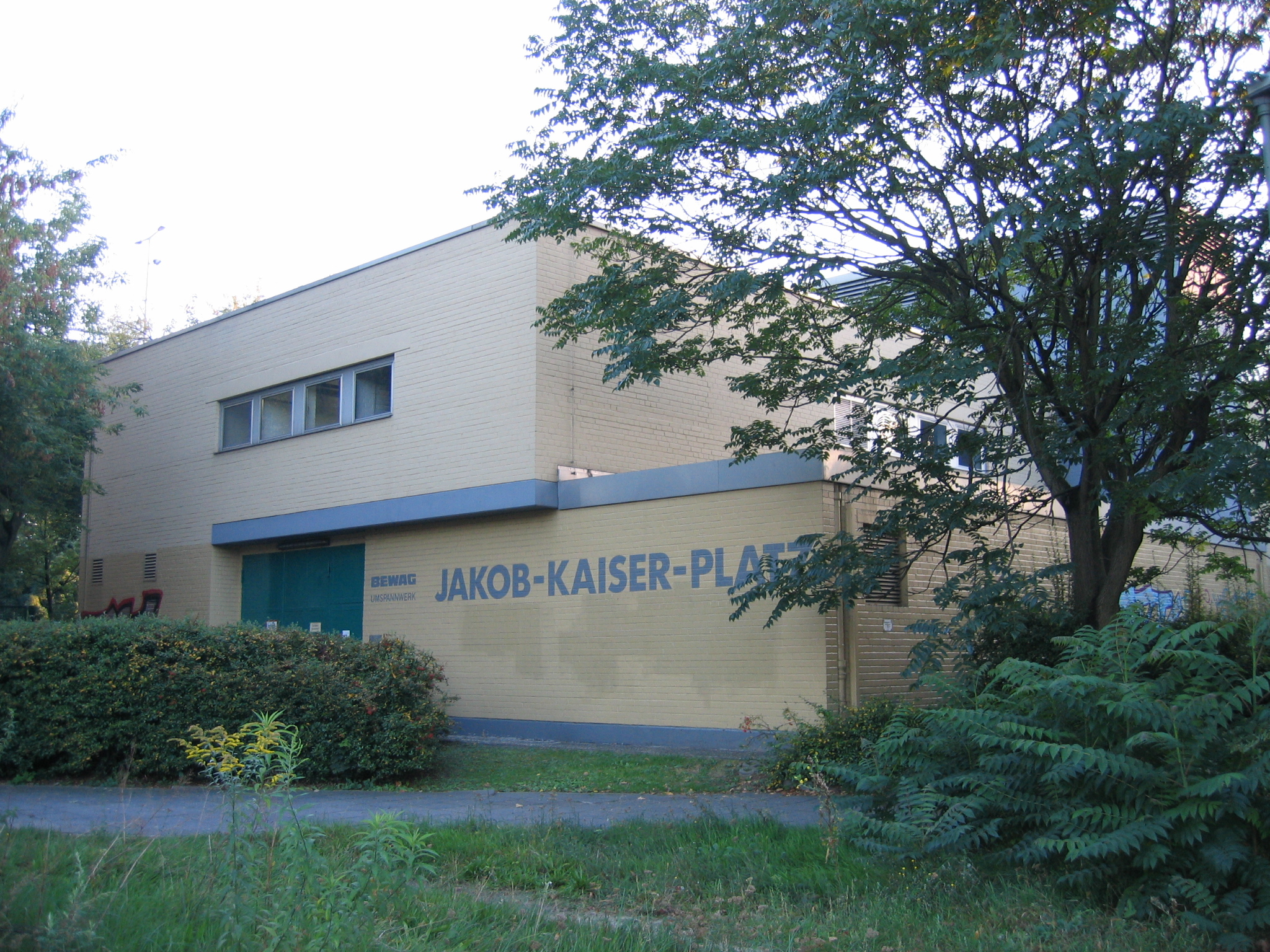
Umspannwerk Jakob-Kaiser-Platz des Energieversorgungsunternehmens Vattenfall

Unmittelbar am Jakob-Kaiser-Platz liegt die Anschlussstelle 4 – Autobahndreieck Charlottenburg der Autobahn A 100, an der die Verkehrsströme zum Wedding sowie über Charlottenburg und das Messegelände zur AVUS und in die südlichen Bezirke Berlins führen. Hier zweigt auch die A 111 ab in Richtung Reinickendorf und weiter zum Berliner Autobahnaußenring (Verbindungen u. a. nach Rostock und Hamburg). Neben der A 100-Anschlussstelle 3 – Jakob-Kaiser-Platz gibt es in unmittelbarer Nähe des Platzes noch die A 100-Anschlussstelle 5 – Siemensdamm sowie die A 111-Anschlussstelle 12 – Heckerdamm.
Nördlich des Jakob-Kaiser-Platzes befindet sich der als „Charlottenburg Nord“ geplante und 1980 als „Jakob-Kaiser-Platz“ eröffnete U-Bahnhof, in dem die Züge der U-Bahn-Linie U7 (Rudow – Rathaus Spandau) verkehren, und der zeitweise als End- beziehungsweise Anfangspunkt für Verstärkerfahrten genutzt wird.
Weiterhin gibt es noch Busverbindungen nach Reinickendorf und innerhalb Charlottenburgs sowie in Richtung zum westlichen Stadtzentrum (Kurfürstendamm und Zoologischer Garten) und zum Hauptbahnhof.
Südlich des Platzes knickt die Spree in einer Schleife von ihrer nördlichen Fließrichtung nach Westen ab. Von Osten mündet der Westhafenkanal in die Spree. Westlich liegt die alte sowie die neue Schleuse Charlottenburg. Die nächste S-Bahn-Station ist der Bahnhof Jungfernheide südlich des Westhafenkanals, der nach der Umstellung des Fahrplans 2006 wieder als Regionalbahnhof mitgenutzt wird. Bis zur Wiedereröffnung der Ringbahn im Jahr 1997 hielt oben auf der Autobahn ein Bus (Linie 65, später 105), der die – von der zu Mauerzeiten boykottierten S-Bahn – anfallenden Verkehrsströme aufnehmen sollte; die dazugehörigen Eingänge sind inzwischen abgerissen worden.
Mit 266 Unfällen im Jahr 2020 ist der Jakob-Kaiser-Platz der unfallträchtigste Knotenpunkt in Berlin.

## Umgebung
Der Jakob-Kaiser-Platz selbst ist zum einen durch seine Form als Kreisverkehr, zum anderen durch seine Position an der Autobahn gekennzeichnet. Im Osten, Westen und Norden befinden sich Wohngebiete, die meist flache Neubauten umfassen. Hinter dem Heckerdamm schließt sich der Volkspark Jungfernheide an, nicht zu verwechseln mit dem Forst Jungfernheide. Er wird von Erholungssuchenden aufgesucht und reicht bis zum Hohenzollernkanal in der Nähe des früheren Tegeler Flughafengebietes.